# Sandrina Illes
Sandrina Illes (* 1986 in Wien) ist eine österreichische Duathletin, Langstreckenläuferin, Radrennfahrerin und frühere Triathletin. Sie ist Duathlon-Weltmeisterin (2018), mehrfache Duathlon-Staatsmeisterin (2014–2023), Staatsmeisterin über die 10.000 und 3000 Meter, mehrfache Halbmarathon-Staatsmeisterin (2016–2017) sowie Europameisterin auf der Duathlon-Mitteldistanz (2018). Sie startet im ÖTRV Duathlon-Nationalteam, weiters seit 2017 für Stade Français in der französischen Duathlon-Liga, sowie im Radsport für den Damenrennverein ARBÖ ASKÖ Graz RLM Stmk.

## Werdegang
Sandrina Illes fing mit als 14-Jährige im Laufsport an und wechselte 2005 zum Triathlon.

### Triathlon seit 2005
Bis 2013 war ihr Training auf die Triathlon-Langdistanz ausgerichtet und sie konnte sich 2009 in Klagenfurt für einen Startplatz beim Ironman Hawaii qualifizieren, wo sie aber nicht startete. Danach wechselte sie auf die Sprint- und Standarddistanz im Duathlon, später auch auf die Mitteldistanz.

### Duathlon-Staatsmeisterin 2014
2014 gewann Illes vier nationale Duathlons jeweils mit neuem Streckenrekord und im September wurde sie erstmals Duathlon-Staatsmeisterin auf der Standarddistanz. Im gleichen Jahr hatte sie ihren ersten internationalen Meisterschaftseinsatz bei der Europameisterschaft über die Standarddistanz in Weyer, wo sie Zehnte wurde.
2015 wurde sie im April Dritte bei der Europameisterschaft im Sprint-Duathlon, im August erstmals Vizestaatsmeisterin auf der Duathlon-Langdistanz in Weyer/AUT und im September konnte sie ihren Erfolg aus dem Vorjahr wiederholen und wurde erneut Staatsmeisterin auf der Kurzdistanz in Deutschlandsberg/AUT.
Ihre ersten beiden Staatsmeistertitel in der Leichtathletik holte sie im Jahr 2016 im Mai über 10.000 m sowie im Oktober im Halbmarathon. Den ersten internationalen Einsatz hatte sie 2016 bei den Berglauf-Europameisterschaften uphill/downhill in Arco, wo sie den 30. Rang erreichte.
2016 belegte sie bei ihren ersten Weltmeisterschaften auf der Standarddistanz im Juni den fünften Platz. Im August wurde sie abermals Vizestaatsmeisterin auf der Duathlon-Langdistanz in Weyer und im September konnte sie zum dritten Mal in Folge den Staatsmeistertitel auf der Duathlon-Kurzdistanz in Deutschlandsberg erreichen.
Seit 2017 fährt sie für den Damenrennverein ARBÖ ASKÖ Graz RLM Steiermark in der nationalen Rad-Bundesliga. Das erste Mal am Podium stand sie im Mai beim Bergrennen in Kindberg mit einem dritten Platz und im Juni konnte sie bei den Österreichischen Meisterschaften im Radmarathon in St. Pölten die Silbermedaille erringen.
2017 startete sie erstmals für das französische Team Stade Français in der französischen Duathlon-Liga, wo sie bei ihrem ersten Einsatz Dritte wurde. Kurz später im April wurde sie bei der Europameisterschaft über die Standarddistanz in Fünfte, im Mai konnte sie dann beim Powerman Germany die dort ausgetragenen Mitteldistanz-Europameisterschaften auf dem dritten Platz beenden.
Im März 2017 wurde sie in Graz zum zweiten Mal Halbmarathon-Staatsmeisterin, im Mai zum zweiten Mal über 10.000 m. Bei den Duathlon-Weltmeisterschaften über die Standarddistanz in Penticton belegte sie im August 2017 wie im Vorjahr den fünften Rang. Im September holte sich die 30-Jährige zum vierten Mal in Folge den Titel der Staatsmeisterin Duathlon.

### Europa- und Weltmeisterin Duathlon 2018
Im Februar 2018 wurde sie in Linz Staatsmeisterin über 3000 m in der Halle. Im April wurde sie zum fünften Mal in Folge Duathlon-Staatsmeisterin. Bei der Duathlon-Europameisterschaft auf der Mitteldistanz holte sie sich nach dem dritten Rang im Vorjahr im Mai in Dänemark den Titel.

Im Juli konnte die 31-Jährige in Dänemark als erste Österreicherin die ITU-Weltmeisterschaft auf der Duathlon-Kurzdistanz für sich entscheiden (10 km Laufen, 40 km Radfahren und 5 km Laufen). Im August wurde sie beim Powerman Austria Staatsmeisterin auf der Duathlon-Langdistanz, nachdem sie hier bereits Dritte und Zweite war.
Im März 2020 wurde sie in Spanien Fünfte bei der Duathlon-Europameisterschaft.
Im Mai 2022 wurde die 35-Jährige zum achten Mal in Folge Duathlon-Staatsmeisterin. Im Oktober 2022 konnte sie sich im Zuge des Linz Marathons den drittel Staatsmeistertitel über die Halbmarathondistanz sichern.

## Sportliche Erfolge
| Datum/Jahr    | Rang | Wettbewerb                                                   | Austragungsort         | Zeit        | Bemerkung                                                                                                |
| ------------- | ---- | ------------------------------------------------------------ | ---------------------- | ----------- | --- |
| 26. Apr. 2025 | 21   | ETU Duathlon European Championships                          | Rumia-Pomorskie        | 01:01:37    | Europameisterschaft Duathlon                                                                             |
| 1. Mai 2023   | 1    | ÖTRV Staatsmeisterschaft Duathlon                            | Maissau                | 01:31:36    | |
| 18. März 2023 | 5    | ETU Duathlon European Championships                          | Caorle                 | 00:54:52    | Europameisterschaft Sprint-Duathlon                                                                      |
| 1. Mai 2022   | 1    | ÖTRV Staatsmeisterschaft Duathlon                            | Maissau                | 00:54:43    | zum achten Mal in Folge Duathlon-Staatsmeisterin                                                         |
| 19. Sep. 2021 | 1    | ÖTRV Staatsmeisterschaft Duathlon                            | Maissau                |             | |
| 7. März 2020  | 11   | ETU Duathlon European Championships                          | Târgu Mureș            | 00:59:45    | Europameisterschaft Duathlon                                                                             |
| 7. März 2020  | 5    | ETU Duathlon European Championships                          | Punta Umbría           | 01:00:24    | Europameisterschaft Duathlon (5 km Laufen, 20 km Radfahren und 2,5 km Laufen)                            |
| 11. Mai 2019  | 4    | ETU Powerman Long Distance Duathlon European Championships   | Viborg                 | 03:03:33    | Europameisterschaft Duathlon Mitteldistanz                                                               |
| 27. Apr. 2019 | 2    | ITU Duathlon World Championships                             | Pontevedra             | 02:00:10    | ITU Duathlon-Vizeweltmeisterin                                                                           |
| 6. Apr. 2019  | 1    | ÖTRV Staatsmeisterschaft Duathlon                            | Rohrbach an der Gölsen |             | |
| 21. Okt. 2018 | 2    | ETU Duathlon European Championships                          | Ibiza                  | 02:01:23    | Vizeeuropameisterin Duathlon                                                                             |
| 19. Aug. 2018 | 1    | ÖTRV Staatsmeisterschaft Duathlon Langdistanz                | Weyer                  | 03:37:59,5  | Staatsmeisterin Duathlon-Langdistanz beim Powerman Austria                                               |
| 6. Juli 2018  | 1    | ITU Duathlon World Championships                             | Fyn                    | 01:49:29    | |
| 6. Mai 2018   | 1    | ETU Powerman Long Distance Duathlon European Championships   | Vejle                  | 03:03:24    | Duathlon-Europameisterschaft Mitteldistanz                                                               |
| 14. Apr. 2018 | 1    | ÖTRV Staatsmeisterschaft Duathlon                            | Rohrbach an der Gölsen | 01:57:45    | zum fünften Mal in Folge Duathlon-Staatsmeisterin                                                        |
| 17. Sep. 2017 | 1    | ÖTRV Staatsmeisterschaft Duathlon                            | Deutschlandsberg       | 01:39:03    | |
| 19. Aug. 2017 | 5    | ITU Duathlon World Championships                             | Penticton              | 02:09:52    | |
| 21. Mai 2017  | 3    | ETU Powerman Middle Distance Duathlon European Championships | Sankt Wendel           | 03:29:55    | beim Powerman St. Wendel                                                                                 |
| 29. Apr. 2017 | 5    | ETU Duathlon European Championships                          | Soria                  | 02:03:44    | |
| 9. Apr. 2017  | 3    | Duathlon de Parthenay                                        | Parthenay              | 01:00:38,75 | Sprint-Duathlon beim französischen Duathlon Grand-Prix                                                   |
| 17. Sep. 2016 | 1    | ÖTRV Staatsmeisterschaft Duathlon                            | Deutschlandsberg       | 01:36:31,35 | 7,5 km Laufen, 30 km Radfahren und 3,75 km Laufen                                                        |
| 24. Juli 2016 | 2    | ÖTRV Staatsmeisterschaft Duathlon Langdistanz                | Weyer                  | 02:53:23    | wie im Vorjahr Vizestaatsmeisterin (2. Platz overall) auf der Duathlon-Langdistanz beim Powerman Austria |
| 4. Juni 2016  | 5    | ITU Duathlon World Championships                             | Avilés                 | 01:57:48    | |
| 13. Sep. 2015 | 1    | ÖTRV Staatsmeisterschaft Duathlon                            | Deutschlandsberg       | 01:38:02    | wie im Vorjahr Duathlon-Staatsmeisterin                                                                  |
| 23. Aug. 2015 | 2    | ÖTRV Staatsmeisterschaft Duathlon Langdistanz                | Weyer                  | 03:01:19    | Vizestaatsmeisterin auf der Duathlon-Langdistanz – dritter Rang beim Powerman Austria                    |
| 12. Apr. 2015 | 3    | ETU Sprint Duathlon European Championships                   | Horst aan de Maas      | 01:00:07    | parallel zu den Powerman-Europameisterschaften ausgetragen                                               |
| 14. Sep. 2014 | 1    | ÖTRV Staatsmeisterschaft Duathlon                            | Deutschlandsberg       | 02:14:37    | erstmals Duathlon-Staatsmeisterin                                                                        |
| 17. Mai 2014  | 1    | Milser Duathlon                                              | Mils                   | 01:58       | neuer Streckenrekord                                                                                     |
| 26. Apr. 2014 | 1    | Maissauer Sprint Duathlon                                    | Maissau                | 01:07       | neuer Streckenrekord                                                                                     |
| 20. Apr. 2014 | 1    | Parndorfer Duathlon                                          | Parndorf               | 02:01:24    | neuer Streckenrekord                                                                                     |
| 5. Apr. 2014  | 1    | Donnerskirchen Sprint Duathlon                               | Donnerskirchen         | 01:08       | neuer Streckenrekord                                                                                     |
| 24. Aug. 2014 | 10   | ETU Duathlon European Championships                          | Weyer                  | 02:17:54    | erster internationaler Einsatz, Standarddistanz beim Powerman Austria                                    |
| 2012          | 11   | Powerman Austria                                             | Weyer                  | 04:57       | |
| 2009          | 10   | Powerman Austria                                             | Weyer                  | 04:44       | U23-Meistertitel auf der Duathlon-Langdistanz                                                            |

| Datum/Jahr    | Rang | Wettbewerb                                       | Austragungsort        | Zeit     | Bemerkung |
| ------------- | ---- | ------------------------------------------------ | --------------------- | -------- | --- |
| 25. Juli 2020 |      | ÖTRV Staatsmeisterschaft Triathlon Sprintdistanz | Wallsee-Sindelburg    |          | beim Mostiman Triathlon                                                                                           |
| 15. Aug. 2013 | 18   | Embrunman                                        | Embrun                | 14:15    | |
| 5. Juli 2009  | 27   | Ironman Austria                                  | Klagenfurt            | 10:33    | als Altersklassen-Siegerin F18 qualifiziert für einen Startplatz bei der Ironman-WM auf Hawaii (nicht angenommen) |
| 24. Juni 2007 | 76   | Challenge Roth                                   | Roth                  | 11:29    | |
| 24. Juni 2007 | 3    | Neufelder Triathlon                              | Neufeld an der Leitha | 02:21:45 | Olympische Distanz (1,5 km Schwimmen, 40 km Radfahren und 10 km Laufen)                                           |

| Datum/Jahr    | Rang | Wettbewerb                                        | Austragungsort | Distanz      | Zeit        | Bemerkung                                                                       |
| ------------- | ---- | ------------------------------------------------- | -------------- | ------------ | ----------- | ------------------------------------------------------------------------------- |
| Okt. 2022     | 1    | Staatsmeisterschaften Halbmarathon                | Linz           | Halbmarathon | 01:14:11    | Staatsmeisterin Halbmarathon beim Linz Donau-Marathon                           |
| 23. März 2019 | 1    | Staatsmeisterschaften 10.000 m (Bahn)             | Regensburg     | 10.000 m     | 00:34:02,00 |                                                                                 |
| 21. Apr. 2018 | 1    | Österreichische Meisterschaften 10-km-Straßenlauf | Wien           | 10 km        | 00:34:20    | Österreichische Meisterin 10-km-Straßenlauf im Rahmen des Vienna City Marathons |
| 10. März 2018 | 1    | Staatsmeisterschaften Crosslauf                   | Salzburg       | 4625 m       | 00:16:09    | Österreichische Meisterin Crosslauf                                             |
| 17. Feb. 2018 | 1    | Staatsmeisterschaften 3000 m indoor               | Linz           | 3000 m       | 00:10:06    | Österreichische Meisterin über die 3000 m in der Halle                          |
| 6. Mai 2017   | 1    | Staatsmeisterschaften 10.000 m (Bahn)             | Mürzzuschlag   | 10.000 m     | 00:35:46    | zweites Mal in Serie Staatsmeisterin 10.000 m                                   |
| 26. März 2017 | 1    | Staatsmeisterschaften Halbmarathon                | Graz           | Halbmarathon | 01:15:14    | zweites Mal in Serie Staatsmeisterin Halbmarathon beim "Sorger Halbmarathon"    |
| 2. Okt. 2016  | 1    | Staatsmeisterschaften Halbmarathon                | Salzburg       | Halbmarathon | 01:17:11    | Staatsmeisterin Halbmarathon beim "Jedermannlauf"                               |
| 31. Juli 2016 | 2    | Staatsmeisterschaften 1500 m                      | Amstetten      | 1500 m       | 00:04:31    |                                                                                 |
| 5. Mai 2016   | 1    | Staatsmeisterschaften 10.000 m (Bahn)             | Osterreich     | 10.000 m     | 00:35:42    | Staatsmeisterin über 10.000 m                                                   |
| 11. Okt. 2015 | 1    | Graz-Marathon                                     | Graz           | Halbmarathon | 01:19:41    | im Halbmarathon Damen-Siegerin                                                  |
| 26. Sep. 2015 | 2    | Staatsmeisterschaften 10 km Straßenlauf           | Amstetten      | 10 km        | 00:34:58    |                                                                                 |
| 2015          | 3    | Staatsmeisterschaften 5000 m                      | Kapfenberg     | 5000 m       | 00:17:25    |                                                                                 |
| 2015          | 3    | Staatsmeisterschaften 1500 m indoor               | Linz           | 1500 m       | 00:04:41    |                                                                                 |
| 2015          | 3    | ASVOE Gala 1500 m indoor                          | Wien           | 1500 m       | 00:04:31    |                                                                                 |
| 2014          | 3    | Staatsmeisterschaften 1500 m                      | Kapfenberg     | 1500 m       | 00:04:31    |                                                                                 |
| 2014          | 2    | Staatsmeisterschaften 5000 m                      | Amstetten      | 5000 m       | 00:17:17    |                                                                                 |
| 2014          | 4    | Staatsmeisterschaften 3000 m Hindernis            | Ried           | 3000 m       | 00:11:06    |                                                                                 |

| Datum/Jahr   | Rang | Wettbewerb                                  | Austragungsort | Zeit     | Bemerkung                                                               |
| ------------ | ---- | ------------------------------------------- | -------------- | -------- | ----------------------------------------------------------------------- |
| 4. Juni 2017 | 2    | Österreichische Meisterschaften Radmarathon | St. Pölten     | 02:24:38 | Erste Meisterschaftsmedaille im Radsport beim St. Pöltner „Ladies Race“ |
| 6. Mai 2017  | 3    | Bergrennen Kindberg                         | Kindberg       | 00:29:55 | Cuprennen (Rad-Bundesliga)                                              |

| Datum/Jahr | Rang | Wettbewerb                     | Austragungsort       | Zeit | Bemerkung          |
| ---------- | ---- | ------------------------------ | -------------------- | ---- | ------------------ |
| Sep. 2020  | 2    | Berglauf-Staatsmeisterschaften | St. Johann im Pongau |      | hinter Andrea Mayr |

(DNF – Did Not Finish)
Sandrina Illes studierte bis 2010 am FH Technikum Wien. Sie ist seit 2014 verheiratet und lebt mit ihrem Mann  in Wien.